# Konibodom
Konibodom (tádžicky Конибодом, persky کان بادام, rusky Канибадам) je město v Sogdijském vilájetu ve Ferganské kotlině na severu Tádžikistánu. V roce 2020 zde žilo podle odhadu 52 500 obyvatel.

## Podnebí
V Konibodomu panuje vlhké kontinentální podnebí (Köppenova klasifikace podnebí Dsa). Průměrná roční teplota se pohybuje okolo 14 °C. Nejteplejším měsícem je červenec s průměrnou teplotou 27,4 °C a nechladnějším měsícem je leden s průměrnou teplotou -0,6 °C. Průměrný roční úhrn srážek činí 465,5 mm, přičemž je 68,9 dní, při kterých prší. Nejvlhčím měsícem je březen s průměrnými 77,7 mm srážek a nejsušším měsícem je srpen s průměrnými 1,9 mm srážek.

| Konibodom – podnebí   | Konibodom – podnebí | Konibodom – podnebí | Konibodom – podnebí | Konibodom – podnebí | Konibodom – podnebí | Konibodom – podnebí | Konibodom – podnebí | Konibodom – podnebí | Konibodom – podnebí | Konibodom – podnebí | Konibodom – podnebí | Konibodom – podnebí | Konibodom – podnebí |
| Období                | leden               | únor                | březen              | duben               | květen              | červen              | červenec            | srpen               | září                | říjen               | listopad            | prosinec            | rok                 |
| --------------------- | ------------------- | ------------------- | ------------------- | ------------------- | ------------------- | ------------------- | ------------------- | ------------------- | ------------------- | ------------------- | ------------------- | ------------------- | ------------------- |
| Průměrná teplota [°C] | −0,6                | 1,7                 | 8,6                 | 16                  | 21                  | 25,6                | 27,4                | 25,3                | 20,4                | 13,8                | 7,3                 | 1,9                 | 14,0                |
| Průměrné srážky [mm]  | 52,1                | 54,9                | 77,7                | 69,9                | 52,3                | 12                  | 7,7                 | 1,9                 | 5                   | 39,7                | 43                  | 49,3                | 530,4               |
| Zdroj: Weatherbase    |                     |                     |                     |                     |                     |                     |                     |                     |                     |                     |                     |                     |                     |